# 674
674 (DCLXXIV) var ett normalår som började en söndag i den julianska kalendern.

## Händelser

### Januari
- 29 januari — I Japan utses prins Mino till ledare för byggnaden av det stora Takechitemplet (Ōmiya no Ōdera).

### Februari
- 8 februari — Den japanske buddhistprästen Gisei rangordnas som Junior-Sōzu.

### November
- 12 november — I Japan utses Prinsessan Ōku till Ise Jingu.

### Okänt datum
- Dagobert II och Theoderik I efterträder Childeric II som kungar av frankerna.
- Det första fönsterglaset placeras i kyrkobyggnader i England.
- Cenfus och senare Aescwine efterträder på Wessex tron.
- Den första arabiska belägringen av Konstantinopel börjar.

## Födda
- Poppo, kung av Frisiska riket

## Avlidna
- Wulfhere, kung av Mercia
- Seaxburh, drottning av Wessex
- Hongren, zenbuddhistpatriark av den kinesiska Tangdynastin (född 601)
- Ki no Abemaro, japansk minister